# Lord Herries of Terregles
Lord Herries of Terregles ist ein erblicher britischer Adelstitel in der Peerage of Scotland, der nach der Familie Herries und dem Ort Terregles bei Dumfries benannt ist.

## Geschichte des Titels
Der Titel wurde am 3. Februar 1490 für Herbert Herries geschaffen. Als schottische Lordship of Parliament ist der Titel in Ermangelung männlicher Erben auch in weiblicher Linie vererbbar.
Der 9. Lord beteiligte sich am Jakobitenaufstand von 1715, wurde daraufhin 1716 wegen Hochverrats zum Tode verurteilt. Er konnte sich der Vollstreckung durch eine spektakuläre Flucht nach Frankreich entziehen, doch wurden ihm alle seine Titel aberkannt und seine Ländereien eingezogen. Der Titel wurde erst 1858 für seinen Urenkel in weiblicher Linie William Constable-Maxwell als 10. Lord wiederhergestellt.
Dem 11. Lord wurde am 10. November 1884 in der Peerage of the United Kingdom auch der Titel Baron Herries, of Carleverock Castle in the County of Dumfries and of Everingham in the East Riding of the County of York, verliehen. Dieser Titel erlosch mangels männlicher Erben bereits bei seinem Tod am 6. Oktober 1908.
Heutige Titelinhaberin ist seit 2017 Theresa Jane Kerr, Marchioness of Lothian (geborene Fitzalan-Howard) als 16. Lady Herries of Terregles.

## Liste der Lords Herries of Terregles (1490)
- Herbert Herries, 1. Lord Herries of Terregles († 1505)
- Andrew Herries, 2. Lord Herries of Terregles (um 1477–1513)
- William Herries, 3. Lord Herries of Terregles († 1543)
- Agnes Maxwell, 4. Lady Herries of Terregles (um 1534–1594)
- William Maxwell, 5. Lord Herries of Terregles (um 1555–1604)
- John Maxwell, 6. Lord Herries of Terregles († 1631)
- John Maxwell, 3. Earl of Nithsdale, 7. Lord Herries of Terregles († 1677)
- Robert Maxwell, 4. Earl of Nithsdale, 8. Lord Herries of Terregles († 1696)
- William Maxwell, 5. Earl of Nithsdale, 9. Lord Herries of Terregles († 1744) (Titel 1716 verwirkt)
- William Constable-Maxwell, 10. Lord Herries of Terregles (1804–1876) (Titel 1858 wiederhergestellt)
- Marmaduke Constable-Maxwell, 11. Lord Herries of Terregles, 1. Baron Herries (1837–1908)
- Gwendolen Fitzalan-Howard, Duchess of Norfolk, 12. Lady Herries of Terregles (1877–1945)
- Bernard Fitzalan-Howard, 16. Duke of Norfolk, 13. Lord Herries of Terregles (1908–1975)
- Anne Fitzalan-Howard, 14. Lady Herries of Terregles (1938–2014)
- Mary Fitzalan-Howard, 15. Lady Herries of Terregles (1940–2017)
- Jane Kerr, Marchioness of Lothian, 16. Lady Herries of Terregles (* 1945)

Mutmaßliche Titelerbin (Heiress Presumptive) ist die älteste Tochter der Titelinhaberin Lady Clare Therese Hurd, Mistress of Terregles (* 1979).